# رقبة عازف الكمان
رقبة عازف الكمان هو مرض مهني يصيب عازفي الكمان والكمان المتوسط.
وهي حالة جلدية تتميز عادة باحمرار وتسمك والتهاب الجانب الأيسر من الرقبة أسفل زاوية الفك حيث تُمسَك الأداة. قد تتشكل آفات وكيسات شبيهة بالعُدْ في الموقع بسبب التفاعل مع الجسم الغريب، وقد يحدث إنتان أيضًا بسبب سوء النظافة. من الأسباب الرئيسية لرقبة عازف الكمان هي الاحتكاك المستمر والضغط الموضعي. تعتر هذه الحالة معروفة جيدًا بين موسيقيي الأوركسترا المحترفين ولكن «لا يتعرف عليها أطباء الجلد بسرعة». تكون العلامة الحمراء على الجانب الأيسر من الرقبة تحت الفك بمثابة علامة مميزة ومعرِّفة لعازف الكمان أو عازف الفيولا في الأماكن العامة دون رؤية آلة العزف.
يُستخدم وجود رقبة عازف الكمان أحيانًا كمؤشر لمهارة العازف باعتبارها «ندوب معارك» ناجمة عن الممارسة المستمرة، ولكن لا يطور العديد من عازفي الكمان هذه المشكلة أبدًا، بسبب الاختلاف في حساسية الجلد وعادات الزف والمواد المستخدمة صنع الآلة. يمكن للعازف المحترف البارع أن يمارس حياته بكامل قوته دون أن يطور أو يعاني من رقبة عازف الكمان.

## العلامات والأعراض
يعاني الشخص المصاب برقبة عازف الكمان من تحزز موضعي شديد وفرط تصبغ خفيف واحمرار في المكان الذي يضغط به جسم الآلة على جلد الرقبة. تشمل العلامات والأعراض الأخرى تراكم القشور وتشكل كيسات وندبات وحطاطات وبثرات مرتبطة بحدوث إنتان ثانوي ووذمة موضعية. في دراسة بلوم وريتر في ألمانيا الغربية (1990)، وجدوا أن 27٪ من الأشخاص يعانون من مشاكل بسيطة فقط، و72٪ يملكون كتلة واضحة في الموقع و23٪ أبلغوا عن وجود ألم وعلامات التهاب أخرى مثل ارتفاع الحرارة والخفقان مع وجود آفات كيسية أو بثرية أو حطاطية. يبلغ متوسط حجم الكتل 2 سم ويصل قطرها إلى 4 سم، ويرتبط بعضها بتصريف قيحي وتفريغ مستمر وقشور. سُجِّلت حالات ارتبطت بالكلاس الجلدي الضموري، وتشمل العواقب الخطيرة الأخرى تشكل الحصى اللعابية في الغدة تحت الفك السفلي ولمفوما غدية في الغدة النكفية.
كثيرًا ما يُظهر علم الأنسجة في رقبة عازف الكمان فرط تقرن وشواك وانسداد بصيلات. من الشائع أيضًا حدوث ارتشاح بأورام حبيبية ناجمة عن التفاعل مع جسم غريب وكيسات جرابية. يُعتَقد أن الأورام الحبيبية ناجمة عن احتكاك المنطقة بالسطح الخشبي لآلة العزف وامتصاص الأدمة السطحية لذلك. يسبب الموقع والآلية السببية المعقدة لرقبة عازف الكمان طيف أوسع من التغيرات الجلدية عند مقارنتها بالتهاب الجلد التماسي الناجم عن المخرشات الشائعة. يمكن تمييز رقبة عازف الكمان عن العد الوردي والساركوئيد بالأورام الحبيبية.

## الأسباب
الأسباب القريبة لرقبة عازف الكمان هي الاحتكاك والضغط، ولكن يؤدي الإجهاد المتكرر واحتباس العرق يؤدي إلى ضرر تدريجي. يعرض هذا الضرر مع قلة النظافة المنطقة للإنتان الثانوي الموضعي، ويمكن أن تتطور هذه الإنتانات إلى ندبات وآثار أخرى طويلة المدى. تشير التقارير إلى أن الطقس الحار يؤدي إلى تفاقم رقبة عازف الكمان بالإضافة إلى التعب وعزف الموسيقى العاطفية والعزف ضمن مجموعات صغيرة يكون فيها الإجهاد الفردي أعلى. قد تكون هناك أيضًا علامات تفاعلات فرط حساسية من النوع الأول، خاصةً تجاه خشب الورد وخشب الأبنوس في مسند الذقن والذيل، وتجاه ورنيش جسم الآلة عندما لا يستخدم العازف مسند للذقن وتجاه الترسبات القلفونية على الجهاز وعلى قماش الذقن. يعتبر النيكل أو الحساسية المعدنية الأخرى من الأسباب الشائعة إذا كان مسند الذقن يحتوي على مشبك معدني يلامس الجلد باستمرار. التعرض للترسبات القلفونية على وجه الخصوص قد تؤدي إلى التهاب الجلد الناجم عن حمض الأبيتيك.